# Élections générales albertaines de 1917
L'élection générale albertaine de 1917 eut lieu le 7 juin 1917 afin d'élire les députés de l'Assemblée législative de l'Alberta.

## Résultats
| Parti                      | Parti            | Chef             | # de candidats | Sièges | Sièges | Sièges  | Voix    | Voix    | Voix    |
| Parti                      | Parti            | Chef             | # de candidats | 1913   | Élus   | % Diff. | #       | %       | % Diff. |
| -------------------------- | ---------------- | ---------------- | -------------- | ------ | ------ | ------- | ------- | ------- | ------- |
|                            | Libéral          |                  | 49             | 39     | 34     | -12,8 % | 54 212  | 48,14 % | -1,09 % |
|                            | Conservateur     |                  | 48             | 17     | 19     | +11,8 % | 47 055  | 41,79 % | -3,31 % |
|                            | Indépendant      | Indépendant      | 11             | -      | 2      |         | 6 569   | 5,83 %  | +2,08 % |
|                            | Travailliste     |                  | 2              | *      | 1      | *       | 3 576   | 3,17 %  | *       |
|                            | Socialiste       |                  | 3              | -      | -      | -       | 784     | 0,70 %  | -1,17 % |
|                            | Non-partisan     |                  | 1              | *      | -      | *       | 416     | 0,37 %  | *       |
| Sous-total                 | Sous-total       | Sous-total       | 114            | 56     | 56     | -       | 112 612 | 100 %   |         |
|                            | Vote des soldats | Vote des soldats | 21             | *      | 2      | *       | 13 286  | 10,55 % | *       |
| Total                      | Total            | Total            | 135            |        | 58     | +3,6 %  | 125 898 | 100 %   |         |
| Source : Elections Alberta |                  |                  |                |        |        |         |         |         |         |

Note :
* N'a pas présenté de candidats lors de l'élection précédente